# Saldanha Marinho
Saldanha Marinho este un oraș în Rio Grande do Sul (RS), Brazilia.